# Nathan for You
Nathan for You er en amerikansk  Realityshow-baseret komedie dokumentar-tv-serie med Nathan Fielder i hovedrollen. Serien havde premiere den 28. februar 2013 på den amerikanske tv-station Comedy Central. Fielder spiller en underlig version af sig selv, der forsøger at anvende sin businessbaggrund og livserfaringer til at hjælpe kæmpende små virksomheder og folk ved at tilbyde dem fremmeartede strategier, ved at parodiere marketings-metoder og management consulting.

## Handling
Serien fokuserer på Nathan Fielder, portrætteret af manden med same navn, en middeldygtig handelshøjskole-type og konsulent, hvis mål er at hjælpe små virksomheder, der kæmper med at få kunder i butikken. Hans marketing forslag er ofte bizarre og detaljerede. Et omdrejningspunkt i serien er Fielders sociale akavethed. 

## Omtale
Kombinationen af Nathan Fielders vanvittige deadpan-præsentation af hans ekstreme ideer som f.eks frozen yogurt med prutsmag og lanceringen af dem i den virkelige verden med ægte menneskers ægte reaktioner er et socialt komedieeksperiment, der minder om Sacha Baron Cohens Borat og Brüno.
Flere af ideerne har bredt sig til de regulære amerikanske nyheder, som i Dumb Starbucks, da han får en lokal café til at kopiere al indretning og produkter i gigantkæden, men bare sætte ordet dumb foran alt for at undgå retssager.